# 岡山県道462号王子ヶ岳線
岡山県道462号王子ヶ岳線（おかやまけんどう462ごう おうじがたけせん）は、岡山県玉野市を通る一般県道である。

## 概要
王子ヶ岳と国道430号を結ぶ。

### 路線データ
- 起点：玉野市永井（王子ヶ岳前）
- 終点：玉野市渋川3丁目（国道430号交点）
- 総延長：3.7 km

## 歴史
- 1980年（昭和55年）7月1日 - 岡山県告示第566号により認定される。

## 地理

### 通過する自治体
- 玉野市

### 交差する道路
| 交差する道路 | 交差する場所 | 交差する場所 |
| ------------ | ------------ | ------------ |
| 国道430号    | 渋川3丁目    | 終点         |

### 沿線
- 王子ヶ岳
- おもちゃ王国
- 渋川動物公園
- 瀬戸大橋カントリークラブ